# Virudhunagar (dystrykt)

Dystrykt Virudhunagar na mapie stanu Tamilnadu

Virudhunagar – jeden z dystryktów stanu Tamilnadu (Indie). Od północy graniczy z dystryktami Madurai i Sivaganga, od wschodu z dystryktem Ramanathapuram, od południa z dystryktami Tuticorin i Tirunelveli, od zachodu ze stanem Kerala i dystryktem Theni. Stolicą dystryktu Virudhunagar jest miasto Virudhunagar.